# Federica Abbate
Federica Abbate (Milán, 23 de enero de 1991) es una cantautora, compositora y letrista italiana.

## Biografía
Nieto del letrista Gaspare Gabriele Abbate (que a menudo utilizó el seudónimo Gabba), autor de éxitos como Mambo Italiano y È l'uomo per me, comenzó a tocar el piano a los cinco años, empezando a componer a los ocho. Licenciada en Sociología por la Universidad Católica del Sagrado Corazón con las mejores notas, en 2013 ganó el premio Bianca d'Aponte - Città di Aversa con la canción Dammi ancora.
En 2013 ganó el Tour Music Fest en la categoría de cantautora y también el concurso de talentos para compositores Genova x voi con la canción Inconsistente, lo que le valió un contrato como autora para Universal Music Publishing. Fichada por Universal, desde 2014 ha escrito varias canciones para artistas como Anna Tatangelo, Giusy Ferreri, Il Volo, Deborah Iurato, Fedez y Francesca Michielin .
Alcanzó la fama nacional en Italia en 2015, escribiendo la letra y la música de sencillos exitosos como L'amore eternit de Fedez y Noemi y In radio de Marracash, canción en la que también participó como cantante. La consagración llegó con la canción Roma-Bangkok de Baby K feat. Giusy Ferreri, fue el álbum más vendido en Italia ese año; El sencillo se convirtió más tarde en la segunda canción italiana en la historia en alcanzar el estatus de diamante.
En 2016 se vuelve a proponer con Marracash, participando como cantante en el sencillo Niente canzoni d'amore, que alcanza la posición 97 en el Top Singles y posteriormente obtiene el triple platino del FIMI. Junto a Cheope, Fabio Gargiulo y Francesca Michielin, escribió la canción Nessun grado di separazione, interpretada por la propia Francesca Michielin en el Festival de San Remo de 2016. La canción ocupó el segundo lugar en la sección Campeones, representando posteriormente a Italia en el Festival de la Canción de Eurovisión 2016 celebrado en Estocolmo, donde ocupó el puesto decimosexto.
El 29 de marzo de 2016 firmó un contrato para su primer álbum con Carosello Records, lanzando Fiori sui balconi como su primer sencillo. En el mismo año fue vocal coach en La Voz de Italia en el equipo de Emis Killa, además de formar parte del profesorado del Area Sanremo 2016, junto a Ermal Meta, Lorenzo Fragola, Francesca Michielin, Beppe Vessicchio y Niccolò Agliardi. El 28 de octubre del mismo año se lanzó el álbum Combattente de Fiorella Mannoia, que incluye tres canciones escritas por la autora. También en 2016, junto a Cheope, Giuseppe Anastasi escribió la canción Il diario degli errori, interpretada por Michele Bravi en el Festival de San Remo de 2017, que alcanzó el cuarto lugar en la noche final del evento.
Algunas de sus canciones han sido elegidas como bandas sonoras de varias películas: la canción Scusa de Izi y Moses Sangare para la película Zeta - Una storia hip-hop, la canción Corri de Marianne Mirage para Il fulgore di Dony, la canción Ho perso il mio amore de Arisa para la película La verità, vi spiego, sull'amore y la canción Semplice de Elodie para la película Non c'è campo.
Fue invitada especial de Michele Bravi en su primera gira Anime di carta tour – nuove pagine, organizada por Vivo Concerti. Para la ocasión lanza el segundo tema inédito A me ci pensi mai.
En 2018 lanzó el sencillo Mi contraddico. El 18 de mayo del mismo año se lanzó su primer EP, In foto vengo male, producido por Takagi & Ketra. El álbum está precedido por el tercer sencillo Pensare troppo mi fa male, en colaboración con Marracash y presentado los días 22 y 24 de junio en la Piazza del Popolo de Roma, con motivo de la sexta edición del Summer Festival, que vio al artista ganar en la sección Joven. En el mismo año colaboró con Carl Brave en la canción La cuenta, incluida en el álbum Notti brave y que posteriormente entró en el puesto 46 del Top Singles. Estuvo entre los 69 finalistas del concurso de canto Sanremo Giovani con la canción Finalmente y escribió la canción Con te dovunque al mondo de Maryam Tancredi, ganadora de la quinta edición del concurso de talentos The Voice of Italy y también finalista de Sanremo Giovani. Mientras que la canción Con te dovunque al mondo no logró acceder a la siguiente fase, Abbate con la canción Finalmente logró llegar a los 24 finalistas, quedando segundo en la primera de las dos semifinales y ganando el premio de la crítica.
En 2019 fue elegida por Alessandra Amoroso para abrir los conciertos de Milán, Bolonia y Roma. En el mismo año estuvo entre los 20 finalistas de Sanremo Giovani con la canción I sogni prima di dorme, pero no pasó de la semifinal y fue eliminada por la cantante Fasma.
En 2023 fue coautora de tres canciones que compitieron en el Festival de San Remo 2023: Un bel viaggio de Articolo 31, Due de Elodie y Supereroi de Mr. Rain. El 4 de septiembre del mismo año anunció el lanzamiento de su primer álbum de canciones inéditas, Canzoni per gli altri, precedido por el sencillo del mismo nombre en colaboración con Elisa.
En 2025 fue coautora de siete canciones que compitieron en el Festival de San Remo 2025: Febbre de Clara, Demoni de Emis Killa (que luego fue excluida tras la retirada del rapero), Battito de Fedez, Eco de Joan Thiele, Fuorilegge de Rose Villain, Amarcord de Sarah Toscano y Anema e core de Serena Brancale.

## Discografía
- 2023 – Canzoni per gli altri

## Participación en eventos de canto
- Sanremo Giovani (Rai 1)
  - 2018 – 2º puesto con Finalmente

## Premios y reconocimientos
- Billboard Italia Women in Music
  - 2024 – Premio al Compositor del año[20]
- Ciudad de Aversa
  - 2013 – Premio Bianca d'Aponte con Dammi ancora
- Génova para ti
  - 2013 – Premio inconsistente[3]
- Sanremo Giovani
  - 2018 – Ganadora del premio de la crítica de la duodécima edición con Finalmente
- Summer Festival
  - 2018 – Ganadora de la sexta edición en la sección "Joven"
- Festival de música de gira
  - 2013 – Ganadora de la séptima edición en la categoría "Cantautores"